# Rusko-turecká válka (1768–1774)
Rusko-turecká válka z let 1768 až 1774 byl klíčový válečný konflikt z řady válek mezi Ruským impériem a Osmanskou říší, jehož výsledkem bylo definitivní připojení jižní Ukrajiny, Krymu a severozápadní části Předkavkazska k Rusku. Záminkou k válce na straně Ruska bylo získání přístupu k Černému moři, zatímco Turecko chtělo získat vliv na území Volyně a Podolí. Válce předcházela složitá mezinárodní situace v Evropě, kdy spolu vedly diplomatické spory Francie a Rusko a vnitropolitická krize v Polsku.
Na základě francouzského popudu a pod požadavkem, aby se Rusko vzdalo svých zásahů do polských záležitostí, vyhlásil osmanský sultán Mustafa III. Rusku válku. Na stranu Turecka se přidaly Krymský chanát a Dubrovnická republika. Kromě toho Turecko vojensky podporovalo polské povstalce. Na straně Ruska vedle pravidelné armády a námořnictva bojovali donští a záporožští kozáci. Ruská vojska dosáhla řady velkých vítězství, když obsadila Azov, dobyla Krym a Besarábii.
Roku 1769 podnikli Tataři z Krymského chanátu nájezd na území Nového Srbska, při kterém bylo odvlečeno do otroctví několik tisíc lidí. Během války v roce 1770 vypuklo protiturecké povstání Řeků na Peloponésu a v roce 1771 v Egyptě a Sýrii.
Ruská armáda pod Rumjancevovým a Suvorovovým vedením prošla Moldávií a porazila Turky v Bulharsku. Postupně zvítězila v bitvě u Largy, u Kahulu a u Kozludži. Ruské středomořské loďstvo pod Orlovovým a Spiridovovým vedením porazila turecké námořnictvo v bitvě u ostrova Chios.
Výsledkem války bylo vítězství Ruska, definitivní přístup k Černému moři, územní zisky na severním Kavkaze a protektorát nad Krymským chanátem. Mírová smlouva podepsaná 21. července 1774 potvrdila Rusku obrovské územní zisky – celé severní pobřeží Černého moře od Azova po Dněpr a Jižní Bug. Rusko bylo prohlášeno „ochráncem křesťanů na Balkáně“. Turecko také uznalo ruskou suverenitu nad Kabardou.